# トラペジウム (小説)
『トラペジウム』（trapezium）は、高山一実による日本の小説。イラストはたえが担当。
アイドルとなる野心を叶えるために仲間を集める女子高校生の苦い青春の失敗と、打算から始まった友情の顛末を描く。2024年にはアニメ映画版が公開された。

## 概要
高山一実の小説家デビュー作。当時実際にアイドル（乃木坂46一期生、2021年を以って同グループを卒業）だった高山がアイドルを目指す女の子について綴り、雑誌『ダ・ヴィンチ』の2016年5月号から2018年9月号まで掲載されていた連載小説。
2018年11月、単行本化（KADOKAWA）。書籍化に伴い大幅に加筆修正され、中村文則・羽田圭介が帯コメント、2019年2月7日以降の店頭6刷り分には西野七瀬の限定帯コメントが付属した。2020年4月、文庫本化（角川文庫）、これを記念し、Instagramのアカウントを開設。翻訳本として韓国・台湾版が発売され、同年7月に中国語簡体字版も発売。書名の『トラペジウム』はオリオン大星雲の中心部にある若い星の星団を指す。
2023年12月には劇場アニメ化が発表され、2024年に公開された。

## あらすじ
アイドルオーディションにことごとく落選しつつも、幼い頃からの夢であった芸能界を諦められない東ゆう。彼女はセルフプロデュースのための構想として「東西南北の方位を冠した地元の4校に通う4人の美少女たちが、たまたま知り合って親友となり、交流を深める過程で偶然にも芸能界からスカウトされ、運命に導かれてアイドルグループ・東西南北としてデビューする」という筋書きを立て、城州東高校に通う自分を「東」のメンバーとすることを目論む。努力や失敗の過程を見せることを恥と考えるゆうにとって、全ては成り行きを装った秘密の計画でなければならなかった。
ゆうが最初に向かった「南」の聖南テネリタス女学院では、漫画に憧れて始めたテニスが上達せず部活内で所在なさげにしていた金持ちのお嬢様、華鳥蘭子に取り入り、交友関係を結ぶことに成功する。続く「西」の西テクノ工業高等専門学校では、評判の美少女として学校の内外から注目を集めながらも、NHK主催の高専ロボコンへの出場方針を巡ってチーム内で孤立していた大河くるみに接触を試みる。ゆうはくるみから不信感を向けられつつも、蘭子や、ゆうに一目惚れした男子高専生の工藤真司の協力を得て、くるみに協力してチームを大会入賞へと導き、親友としての立場を獲得する。
最後の「北」の仲間を探していたゆうは、小学校の同級生で城州北高校に進学した亀井美嘉と再会する。ゆうを「いじめから救ってもらった」として一方的に崇拝する美嘉を扱いづらく感じつつも、美嘉が入れ込むボランティア活動が、将来のアイドルグループとしての結束や知名度向上に利用できると考えたゆうは、蘭子とくるみをボランティア活動に巻き込む。ゆうは思い通りに事が進んだり進まなかったりする状況に、ほくそ笑んだり不機嫌に毒づいたりを繰り返しつつ、4人で遊び歩いたり、ボランティアに精を出したしてグループの結束を固める。そして、ついにはテレビ局の取材を当て込んで参加していたボランティア活動をきっかけに、芸能界とのコネクションを作ることに成功する。
積極的な自己アピールにより、深夜番組のレポーター役としての起用から、出演番組のリアリティーショー企画を通じて番組主題歌を歌うアイドルグループ「東西南北」としてデビューを果たしたことで、ゆうの計画は成就する。しかし4人の中で人気に伸び悩むゆうが、よりストイックに芸能界の高みを目指すことを自他に求める一方、覚悟もなく友達付き合いの延長で芸能活動を始めた蘭子、くるみ、美嘉は、学業との両立に悩んだり、男女交際が発覚してスキャンダルを起こしたり、アイドルとして求められる姿と自己認識との違和感に耐えられなくなったりして意欲を失っていく。「アイドルを続けているうちに、夢中になって芸能活動に邁進するようになるのは当然のはず」という目論見が外れたゆうは、仲間たちにただ苛立ち辛辣な非難を浴びせることしかできず、アイドルグループ「東西南北」は発足からあっという間に破滅的な形で解散を迎え、4人は揃ってアイドルを引退する。
アイドルとなって皆に希望を与えるはずが、自分本位な振る舞いで他人を利用し傷つけてきた自分にはアイドルの資質がなかったと顧み、ゆうは自己嫌悪に陥りふさぎ込む。ところが、ゆうがグループの結束のために粉骨砕身し、並外れた行動力をもって友情のために尽くしたこと自体は、ゆうが目の前に現れるまではそれぞれの問題を抱えていた3人にとって、感謝しきれぬ友情の証であり、それが打算から始まったことなど些末事であった。そもそもゆうが秘密にしていたつもりの目的は薄々ばれており、彼女たちはその上で親友を続けていたのであった。3人はアイドル活動は懲り懲りとしつつも、ゆうの謝罪を受け入れて和解し、変わらぬ友情を誓い合う。ゆうは他の3人に背中を押され、芸能界への諦められない想いを再燃させる。
8年後。芸能界に舞い戻ってトップアイドルの地位を手にしたゆうは、過去の努力や失敗のことは隠しつつも、他の進路に進んだ3人との交友関係を続けていた。最後に表題の意味が明かされ物語は幕を下ろす。

## 登場人物
声の項は劇場アニメ版の声優。
東ゆう（あずま ゆう）
声 - 結川あさき
主人公。物語の語り手。アイドル志望の女子高校生。プロデュース能力を持つが、自分本位かつ心の中で毒を吐く性格。
帰国子女で、カナダにいた頃、録画テープに記録されていた歌を通じてアイドルを知り、星のような光の輝きに魅せられアイドルを目指すようになる。
大河くるみ（たいが くるみ）
声 - 羊宮妃那
西地域に住むロボットコンテストに熱中する工業高専の工学少女。男性が好む「かわいい」を詰め込んだような子。萌え袖がトレードマーク。
華鳥蘭子（かとり らんこ）
声 - 上田麗奈
南地域に住む縦ロールの似合うお嬢さま。
漫画『エースをねらえ!』の登場人物である竜崎麗香（お蝶夫人）に自分を重ねており、漫画の髪型や台詞をまね、芝居がかった立ち振る舞いを好む。庭にプールを備えた豪邸に住んでいる。
亀井美嘉（かめい みか）
声 - 相川遥花
北地域に住む東の小学校の同級生。陰のオーラをまとう黒髪ロングの女子高生。ボランティアが趣味。
学校でいじめを受けており、過去を隠すために整形手術を受けている。
工藤真司（くどう しんじ）
声 - 木全翔也（JO1）
カメラ好き男子。くるみの高専の部活仲間。原作とアニメ映画版では年齢や学年が異なる。
ゆうに一目惚れし、くるみと親しくなろうとするゆうに協力するうちにその計画を打ち明けられ、共謀者として相談を持ち掛けられる仲になっていく。自身が趣味としている天体写真と、ゆうの憧れるアイドル像に「光り輝くもの」という共通点を見出し、ゆうに共感と理解を示す。ゆうから恋愛対象外扱いされつつも、彼女と逢瀬を重ねるたびに垢抜けていくが、ゆうのアイドルデビューが決まった際には自ら身を引く。
エピローグでは写真家として大成し、デビュー前のゆう・蘭子・くるみ・美嘉を写した写真に「トラペジウム」の表題をつけて掲示する。原作小説では、ゆうに対する告白めいた台詞でラストシーンを締めくくる。
伊丹秀一（いたみ ひでかず）
声 - 内村光良
ボランティアで観光地の通訳を務める老人。
ゆうが蘭子、くるみ、美嘉、真司を誘って参加したボランティア先の名物案内役。観光地を取材に来たマスコミを通じてメディア露出を目論むゆうから一方的にライバル視される。

## 作風とテーマ
本作は「手紙」をコンセプトに、高山が作中にメッセージをしのばせている。西野七瀬によれば、表紙のイラストが私そっくり、その他の登場人物も乃木坂46メンバーの面影があり、高山一実の愛情を感じた。高山によれば、それを意図したわけではないが、アイドルを辞める時の3つの要素である恋愛、お金、夢を登場人物に込め、自身の憧れるアイドル像をイラストレーターに伝え、描いてもらった結果、自然と西野七瀬のような姿になった。メンバーがモデルというわけではないが、メンバーがいてこそ書けた作品。乃木坂46にとって脅威となるようなアイドルグループを組み立てた。アイドルを題材にしたのは、自身の経験や疑問、葛藤を表現したかったから。アイドルになって幸せだったか、『トラペジウム』を書いてアイドルに対する整理をつけた。作中には「アイドルの使命は自分のパーソナルプロデューサーを担い続けること」という結論じみた一文が登場する。

## 制作背景
構想に4年、制作に2年を費やしており、構想はアイドルになる女の子たちを仲間にすることから始め、残りは書き進めていく中でまとめていった。主要登場人物の名前やイメージカラーは四神から発想を得ており、それぞれが通う東西南北の学校の方位に因んだものとなっている。自分の思いを書いたメモ、学生時代の出来事を思い出しながら構想を練った。小説はアイドル活動と並行して制作し、高山一実の2ndソロ写真集『独白』の撮影時期に書き終えた。執筆の際にはデジタルメモ端末のポメラを愛用した。

## 既刊一覧
|   | タイトル       | 版             | 発行日 | 発売日         | 出版社     | ISBN                   |
| - | -------------- | -------------- | ------ | -------------- | ---------- | ---------------------- |
| 1 | トラペジウム   | 単行本版       | 2018年 | 2018年11月28日 | KADOKAWA   | ISBN 978-4-04-068696-7 |
| 2 | 트라페지움     | 韓国版         | 2019年 | 2019年6月19日  | 아르테     | ISBN 978-89-509-8126-6 |
| 3 | トラペジウム   | 文庫本版       | 2020年 | 2020年4月24日  | KADOKAWA   | ISBN 978-4-04-102644-1 |
| 4 | トラペジウム   | Kindle版       | 2020年 | 2020年4月24日  | KADOKAWA   |                        |
| 5 | 成為星星的少女 | 台湾版         | 2020年 | 2020年6月5日   | 尖端       | ISBN 978-957-10-8890-7 |
| 6 | 四重星         | 中国語簡体字版 | 2020年 | 2020年7月5日   | 新星出版社 | ISBN 978-7-5133-4018-2 |

## 社会的評価
出版当時、乃木坂46の現役アイドルだった高山がアイドルについて語った作品は興味深い作品と評された。アイドルになった後ではなく、アイドルになる前の姿が描かれている稀な作品であり、アイドルである作者が「アイドルとは何か」の問いに答えようとしている。アイドルがアイドルの小説を執筆することは、物語の主人公を作者に投影される危険が伴い、作者自身のイメージを損ないかねない。文芸評論家・杉江松恋によれば、そのような危険に挑んだことは評価に値する。小説家・羽田圭介も絶賛。齋藤飛鳥、西野七瀬、長濱ねるが読書感想文を寄せた。

### 発行部数
2018年11月28日、初版2万部で発売開始。発売後10日で8万4000部、2か月足らずで17万部、2019年2月に20万部突破。これを記念し、2019年3月1日から期間限定で『高山一実記念館』が開館された。2022年時点、累計発行部数25万部突破。
出版プロデューサー・亀谷敏朗によれば、出版不況下において文芸分野では著者性が売上を左右し、村上春樹や東野圭吾のような著者性を持ったアイドルが執筆したことも売上に影響した。とくに若年層から厚い支持を集めた。

### チャート成績
Amazon
2018年11月29日付のAmazon売れ筋ランキング日本文学部門ほか書店各種ランキングで1位を獲得。
honto
2018年12月度のhonto小説・文学部門別月間総合ランキングで4位を獲得。
オリコン
2018年12月28日付のオリコン週間BOOKランキング文芸書部門で週間売上1万6000部を記録し、1位を獲得。同年12月10日付に続き、3週ぶり通算2度目の同部門1位を獲得。
トーハン
2018年12月18日付のトーハン週間ベストセラーランキング単行本文芸書部門で7位を獲得。
店舗
2018年11月25日から同年12月1日間の丸善・ジュンク堂書店・文教堂店舗総合ランキングで2位を獲得。
日本出版販売
2018年11月25日から2019年5月25日間、日本出版販売株式会社の平成世代に売れた本ランキングで1位、全年齢対象の2019年上半期文芸書ベストセラーランキングで3位、全書籍対象の平成世代（0歳〜30歳）が買った本ランキングで1位を獲得。
2018年11月27日から2019年1月14日間、本屋で今検索されている本ランキングで10週連続1位を獲得。

## 劇場アニメ
2024年5月10日に公開された。制作はCloverWorksが手がける。

## 漫画
和遥キナが作画を担当するコミカライズが『カドコミ』 (KADOKAWA) にて2025年2月から連載中。